# Nathaniel Lawrence
Nathaniel Lawrence (* 11. Juli 1761 in New York City; † 5. Juli oder 15. Juli 1797 in Hempstead, New York) war ein US-amerikanischer Jurist und Politiker.

## Werdegang
Nathaniel Lawrence, Sohn von Elizabeth Fish und Thomas Lawrence (1733–1816), wurde während der Regierungszeit von König Georg III. in der damals noch eigenständigen Stadt Newtown (New York) geboren, welche heute ein Stadtviertel in Queens ist. Über seine Jugendjahre ist nichts bekannt. Er besuchte das Princeton College, unterbrach aber sein Studium, um als Lieutenant im Unabhängigkeitskrieg zu kämpfen.
1788 nahm er als Delegierter an der New York State Convention teil, welche die Verfassung der Vereinigten Staaten ratifizierte. Lawrence war von 1790 bis 1794 Secretary im Board of Regents an der University of the State of New York. Er saß 1791, 1792, 1795 und 1796 in der New York State Assembly. Von 1792 bis 1795 war er Attorney General von New York. 
Am 16. Februar 1796 ernannte man ihn zum Assistant Attorney General im First District, welcher das Suffolk County, Queens, das Kings County, das Richmond County und das Westchester County umfasste – ein Posten, den er bis zu seinem Tod innehatte. 
Er war mit Elizabeth Berrien (1762–1800) verheiratet. Sie war die Tante des US-Senators John MacPherson Berrien. Das Paar hatte zwei Töchter: Margaret Elizabeth Lawrence, welche mit Philip Lindsley verheiratet war, und Elizabeth Lawrence, welche in ihrer Kindheit verstarb.